# Alinka Echeverría
Alinka Echeverría, née en 1981 à Mexico, est une artiste mexicano-britannique et anthropologue visuelle. Les travaux de recherche d'Echeverría explorent les questions de représentation visuelle à travers les médias de la photographie, de la vidéo et de l'installation, en se concentrant sur la déconstruction du regard masculin et colonial.

## Biographie
Alinka Echeverría est née en 1981 à Mexico, au Mexique. Elle suit une formation d'anthropologue et obtient sa maîtrise en anthropologie sociale à l'université d'Édimbourg en 2004. Echeverría travaille ensuite sur des projets d'ONG de prévention du VIH en Afrique de l'Est pendant plusieurs années. Elle fait des études de photographie au Centre international de la photographie de New York et obtient un diplôme de troisième cycle en 2008.

## Œuvres
Dans une interview avec Kate Tiernan, elle reconnait que la migration de sa famille vers le nord de l'Angleterre a eu un impact sur ses œuvres qui explorent les thèmes de la séparation et de l'union en relation avec les luttes sociales et politiques.
Echeverría présente un documentaire de la BBC The Art that Made Mexico: Paradise, Power and Prayers en 2017,.

### The Road to Tepeyac(2010)
La série photographique The Road to Tepeyac présente des portraits de pèlerins catholiques mexicains de dos, qui se dirigeaient vers l'église de la Vierge de Guadalupe. À travers les icônes de la Vierge de Guadalupe que les pèlerins portent sur leurs dos, l'artiste cherche à observer les représentations visuelles de la Vierge de Guadalupe dans le Mexique contemporain.

### Becoming South Sudan(2011)
Cette série de portraits cherche à capter le regard des individus sud-soudanais au moment de l'indépendance du Soudan du Sud, après des décennies de guerre, en 2011. Explorant le devenir et l'autodétermination des individus sud-soudanais, la série aborde la représentation de ces individus. Echeverría était également intéressée à enquêter sur le fait que le Soudan du Sud devienne une nation indépendante pour son unification de soixante-neuf tribus à l'époque. Photographié quelques semaines avant l'indépendance du Soudan du Sud, ce projet capture des Sud-Soudanais de toutes les classes sociales. Echeverría s'intéresse à la naissance de la nation et à sa transformation de l'anomie sociale en société civile, ainsi qu'à la création des institutions.

### Nicéphore(depuis 2015)
En 2015, elle démarre le projet de recherche Nicephora dans le cadre de la résidence de photographe BMW au musée Nicéphore-Niépce,. Ce projet intègre divers médias dont le collage, la sculpture, le rendu tridimensionnel, l'installation sonore, la photographie. Echeverría cherche à déconstruire les représentations des femmes qui ont longtemps été construites par le regard masculin dans les pratiques de la photographie traditionnelle. Ce projet est issu des archives photographiques du Musée Nicéphore Niépce en France.
L'intérêt d'Echeverría réside dans les origines de la photographie en tant que médium et l'obsession de Nicéphore Nièpce pour les images reproductibles à l'infini. Elle s'approprie et féminise symboliquement le nom du photographe dans le titre de ce projet. L'intention d'Echeverría était ainsi de problématiser le regard colonial et masculin de Nicéphore Nièpce et les pratiques de capture, de reproduction et de diffusion d'images de femmes en Afrique du Nord française à l'époque. Elle considère que ces pratiques sont inhérentes à la photographie depuis l'invention du médium. Elle a scanné environ quatre cents images des archives, en particulier des images de femmes. Ce projet est aussi l'exploration par Echeverría de sa perspective de femme latine contemporaine.

## Expositions personnelles
- 2015 : Recherche du Sud, Maison d'art Gazelli[13]
- 2016 : Nicéphora R Espace BMW Art & Culture, Paris Photo Grand Palais[14],[15]
- 2016 : Devenir le Soudan du Sud, The Ravestijn Gallery, Amsterdam[16]
- 2019 : Simulacra : Alinka Echeverría, Musée des beaux-arts de Montréal[17]
- 2020 : Heroine, Light Work, Kathleen O. Ellis Gallery[18]. Cette exposition récente est centrée sur son projet Nicephora (2015-présent). En nommant l'exposition Héroïne, elle entend souligner que les héroïnes du passé, du présent et du futur sont toujours les femmes en tant que mères, cueilleurs, leaders communautaires, soignantes, inventrices, artistes et archéologues.

## Distinctions
- En 2011, elle a reçu le prix HSBC pour la photographie en France.
- En 2012, Echeverría a été honorée dans la catégorie Lucie Awards International Photography Awards en tant que photographe international de l'année[19].
- Echeverría est nommée pour le Prix Élysée 2018-2020, le prix du Musée de l'Élysée pour le soutien aux artistes photographes en milieu de carrière[20],[21].
- En 2020, elle a reçu le prix de l'exposition globale de la Fondation MAST pour son œuvre Féminité apparente, commandée par la Fondation. L'exposition a été organisée par Urs Stahel.